# Daniel Plaza
Daniel Plaza Montero (Barcellona, 7 marzo 1966) è un ex marciatore spagnolo, specializzato nella 20 km.

## Biografia
Ai Giochi della XXV Olimpiade vinse l'oro nei 20 km di marcia ottenendo un tempo migliore del canadese Guillaume Leblanc (medaglia d'argento) e dell'italiano Giovanni De Benedictis.

## Palmarès
| Anno | Manifestazione   | Sede       | Evento          | Risultato | Prestazione | Note |
| ---- | ---------------- | ---------- | --------------- | --------- | ----------- | ---- |
| 1985 | Europei juniores | Cottbus    | 10 km di marcia | Argento   | 42'16"39    |      |
| 1988 | Giochi olimpici  | Seul       | 20 km di marcia | 12º       | 1h21'53"    |      |
| 1990 | Europei          | Spalato    | 20 km di marcia | Argento   | 1h22'22"    |      |
| 1991 | Mondiali         | Tokyo      | 20 km di marcia | dq        |             |      |
| 1992 | Giochi olimpici  | Barcellona | 20 km di marcia | Oro       | 1h21'45"    |      |
| 1993 | Mondiali         | Stoccarda  | 20 km di marcia | Bronzo    | 1h23'18"    |      |
| 1994 | Europei          | Helsinki   | 20 km di marcia | dq        |             |      |
| 1995 | Mondiali         | Göteborg   | 20 km di marcia | dq        |             |      |
| 1996 | Giochi olimpici  | Atlanta    | 20 km di marcia | 11º       | 1h22'05"    |      |
| 1997 | Mondiali         | Atene      | 20 km di marcia | 10º       | 1h23'53"    | DQ   |

## Altre competizioni internazionali
1997
- 20° alla Coppa del Mondo ( Poděbrady), 20 km di marcia - 1h20'40" poi DQ

1999
- dq alla Coppa del Mondo ( Mézidon-Canon), 20 km di marcia